# Tijolinho
Tijolinho é um personagem fictício criado em 2006, inicialmente apenas na Revista Devotos Mirins. Em 20 de julho de 2009, passou a ser apresentado no Clubti, na Rede Aparecida, manipulado e dublado por Rafael Costa. Não se sabe onde ele mora, pois na revista ele tem livros para contar história na hora certa e ele aparece a qualquer momento, mas em um trava-língua, de um site dos devotos mirins, dizia que Tijolinho morava em Tijolândia. 
Os produtos que são vistos nas revistas, são feitos pelo Santuário Nacional de Aparecida. A venda da revista é proibída.

## Aparição

### Revista Devotos Mirins
Na revista, o Tijolinho ensina a ser uma criança saudável a seus amigos e valores da vida para todos. A revista tem 2 histórias, em uma delas, Tijolinho não aparece.

### Clubti
É transmitido na Rede Aparecida, de segunda à sexta-feira às 19h, e aos sábados às 12h. Apresentado pelo boneco Tijolinho, dublado por Rafael Costa, junto a crianças com 4 a 12 anos, com quadros que tem os personagens da Revista, além de desenhos como Denis, o Pimentinha, Eliot Kid, Rugrats Crescidos, Sushi Pack, Inspetor Bugiganga e Dalila e Júlio.